# Кукурузная скрипка
Кукурузная скрипка — тип североамериканского музыкального инструмента. Он делается из стебля кукурузы и струн. Струны часто делают тоже из частей стебля кукурузы, специально вымоченных и обработанных.
На похожих инструментах играют в Сербии и Венгрии. В Сербии его называют gingara или dječje guslice, а в Венгрии - cirokhegedű или kucoricahegedű.